# Saint-Vigor-des-Mézerets
Saint-Vigor-des-Mézerets är en kommun i departementet Calvados i regionen Normandie i norra Frankrike. Kommunen ligger i kantonen Condé-sur-Noireau som ligger i arrondissementet Vire. År 2018 hade Saint-Vigor-des-Mézerets 247 invånare.

## Befolkningsutveckling
Antalet invånare i kommunen Saint-Vigor-des-Mézerets
Referens:INSEE